# Lola Dueñas
María Dolores (Lola) Dueñas Navarro (Barcelona, 6 oktober 1971) is een Spaans actrice. Ze won meer dan tien acteerprijzen, waaronder een Goya Award voor Mar adentro. Samen met Volver-collega's Penélope Cruz, Carmen Maura, Blanca Portillo, Yohana Cobo en Chus Lampreave won ze de prijs voor beste actrice op het Filmfestival van Cannes.
Dueñas is een actrice die onder meer regelmatig terugkeert in films van regisseur Pedro Almodóvar. Zo speelt ze in zijn titels Hable con ella, Volver en Los abrazos rotos. Tevens had Dueñas een rol in vijf van de eerste zes films van regisseur Javier Rebollo: En medio de ninguna parte, El equipaje abierto, Diminutos del calvario, En camas separadas en Lo que sé de Lola.
Dueñas is een dochter van acteur Nicolás Dueñas, die zelf meer dan veertig jaar acteerde in met name Spaanse televisieseries.

## Filmografie
Uitgezonderd korte films en televisiefilms.
| Filmografie als actrice |                                |
| Jaar                    | Titel                          |
| 1998                    | Mensaka                        |
| 1999                    | Marta y alrededores            |
| 2000                    | Las razones de mis amigos      |
| 2000                    | Terca vida                     |
| 2001                    | Todo me pasa a mí              |
| 2002                    | Piedras                        |
| 2002                    | Hable con ella                 |
| 2003                    | Días de fútbol                 |
| 2004                    | Mar adentro                    |
| 2005                    | 20 centímetros                 |
| 2006                    | Volver                         |
| 2006                    | Lo que sé de Lola              |
| 2008                    | Fuera de carta                 |
| 2009                    | Los abrazos rotos              |
| 2009                    | Yo, también                    |
| 2010                    | Sin ella                       |
| 2010                    | Angèle et Tony                 |
| 2010                    | Les Femmes du 6e étage         |
| 2013                    | Los amantes pasajeros          |
| 2013                    | Suzanne                        |
| 2013                    | La pièce manquante             |
| 2013                    | 10.000 noches en ninguna parte |
| 2014                    | Stella cadente                 |
| 2014                    | Os fenómenos                   |
| 2014                    | Alleluia                       |
| 2014                    | Tiens-toi droite               |
| 2015                    | Les Ogres                      |
| 2015                    | Incidencias                    |
| 2015                    | La fille du patron             |
| 2017                    | No sé decir adiós              |
| 2017                    | Zama                           |
| 2018                    | Il se passe quelque chose      |
| 2018                    | Viaje al cuarto de una madre   |
| 2019                    | Love Me Not                    |
| 2019                    | 7 raons per fugir              |
| 2022                    | A ciegas                       |